# Charles Lalo
Charles Lalo, né à Périgueux en 1877 et mort à Paris en 1953, est un philosophe français du XXe siècle, spécialiste d'esthétique.

## Biographie
Charles Lalo est un des représentants de l’école socio-positiviste, fortement influencé par la sociologie d’Emile Durkheim, et en amont par Auguste Comte. Un des fondateurs, avec Victor Basch notamment, en 1931, de l’Association pour l’étude des arts et les recherches relatives à l’art, future Société française d’esthétique, Lalo lui succède à la chaire d’esthétique et de science de l’art à la Sorbonne. Il est le premier directeur du groupe de travail sur le Vocabulaire d’esthétique, que Souriau reprend par la suite et qui reste connu comme le vocabulaire d’Étienne Souriau. 

Lalo est le tenant d’une esthétique devenue science exacte, objectivable par un système de relations. Au cœur de son travail se trouve la conviction que l’esthétique doit procéder de façon expérimentale et sociologique, c’est-à-dire établir des lois et traiter les phénomènes sensibles comme faits sociaux. Sa critique du sensualisme et de la tradition vitaliste (de Guyau, Bergson et Séailles) d’une part, et son opposition radicale à l’atomisme psychologique d’autre part, l’amènent à formuler des critiques contre la définition trop étroite que Fechner donne de l’expérience. Bien qu’il s’oppose au subjectivisme excessif et à l’esthétique de la sympathie – ce qui l’éloigne d’un point de vue intellectuel de Victor Basch –, il ne sous-estime pourtant pas l’apport de la psychologie pour l’étude de l’art. Ce qu’il appelle une « esthétique intégrale » joint, en effet, une psychologie de l’artiste et une conception subtile des rapports entre l’art et la vie. Mais s’il s’inspire dans cette démarche de la psycho-physiologie de Fechner, il le fait à travers Durkheim, car il pense l’esthétique comme un processus social qui en détermine les catégories.
Pour les articles homonymes, voir Lalo.
Charles Lalo est mentionné sur la carte de lecteur de Walter Benjamin pour l’année 1940-1941 comme professeur à la Sorbonne l’ayant recommandé.

## Œuvres
- Esquisse d'une esthétique musicale scientifique, 1908, Paris
- L'esthétique expérimentale de Fechner, Alcan, 1908, Paris
- Les sentiments esthétiques, 1909, Paris
- La beauté et l´instinct sexuel, 1922, Flammarion, Paris
- L'Art et la morale, 1922, Alcan, Paris
- L'Art et la vie sociale, 1927, Doin, Paris
- Éléments d'une esthétique musicale scientifique, 1939
- Notions d'esthétique, Félix Alcan, 1927
- Aristote, Collections Les Philosophes, Mellottée, Paris, 1922
- avec Anne-Marie Lalo, La faillite de la beauté ollendorff, 1923
- L'art et la vie sociale. encyclopédie scientifique., Octave Doin, 1921
- l'Expression de la vie dans l'art, 1933
- Schwarz-Abrys, Éditions Galerie Allard, Paris, 1948.
- Esthétique du rire, 1949, Flammarion, Bibliothèque de philosophie scientifique, Paris